# Cinema
«Cinema» (укр. «Кіно») — збірник пісень італійського співака та кіноактора Адріано Челентано, що вийшов 1982 року під лейблом «Clan Celentano».

## Про збірник
Переважна частина збірника містила пісні-саунтреки до фільмів 1960-х, 1970-х і 1980-х років, у яких зіграв Адріано Челентано. 

## Видання
| Назва               | Лейбл          | Маркування           | Країна  | Рік  |
| ------------------- | -------------- | -------------------- | ------- | ---- |
| Cinema (LP, Comp)   | Clan Celentano | CLN 25037            | Італія  | 1982 |
| Cinema (Cass, Comp) | Clan Celentano | 25 CLN 25037         | Італія  | 1982 |
| Cinema (LP, Comp)   | Ariola, Ariola | 204 788, 204 788-270 | Європа  | 1982 |
| Cinema (LP, Comp)   | Ariola         | I-204.788            | Іспанія | 1982 |